# Карзинкин, Александр Андреевич
Алекса́ндр Андре́евич Карзи́нкин (1863—1931) — член советов Московского учётного банка, Московского банка, Российского взаимного страхового союза, Музея гигиены и санитарной техники; один из крупнейших московских домовладельцев; член московского Нумизматического общества, автор ряда работ о русских средневековых медалях.

## Биография
Александр Андреевич Карзинкин родился в 1863 году в семье купца 1-й гильдии и мецената Андрея Александровича Карзинкина и Софьи Николаевны, урождённой Рыбниковой. По одной из версий, именно венчание его родителей изображёно на картине художника Василия Пукирева «Неравный брак».
После смерти родителей Александр Андреевич унаследовал три дома в Москве, дачу в Сокольниках и имение в Звенигородском уезде. Два московских адреса сохранились до сегодняшнего дня — это Столешников переулок, д. 14, так называемый доходный дом А. А. Карзинкина (построен в стиле эклектики в 1900—1901 гг., архитектор В. В. Барков), и Покровский бульвар, д. 18/15. Этот дом со временем стал более известен как «Дом Телешова». с 1886 — один из директоров Товарищества Ярославской Большой мануфактуры.
С 1904—1913 — член Совета Третьяковской галереи.
В 1908 году пожертвовал по 25 тысяч рублей Московскому городскому общественному управлению и Купеческому обществу на образование фондов для выдачи пособий бедным.
В 1914 году построил и оборудовал на свои средства лечебницу для 15 грудных детей при Морозовской больнице.

Благодаря А. А. Карзинкину был построен в больнице специальный корпус для грудных детей. Это было первое в городе отделение. И самое интересное, что в этом отделении там же жили и кормилицы. В то время это было возможно.

По данным 1914 года — староста церкви Трёх Святителей на Кулишках.
С 1918—1929 годах — работал в Историческом музее старшим помощником хранителя Отдела теоретического музееведения по разделу русской нумизматики.
В 1920 году Александра Андреевича арестовали за распродажу на рынке монет из своей же коллекции.
Умер 30 июля 1931 года от сердечной недостаточности.
Супруга — прима балета, педагог-хореограф Большого театра Аделаида Джури (1872—1963).
Дочь — Софья (1903 — ?) библиотекарь, библиограф (1935—1958) Института мировой литературы им. А. М. Горького.

## Труды
- Карзинкин А. А. О медалях царя Димитрия Иоанновича (Лжедимитрия I), М., 1889;
- Карзинкин А. А. Материалы по русской нумизматике, в. 1, М., 1893.